# 40. Festiwal Filmowy w Gdyni
40. Festiwal Filmowy w Gdyni – czterdziesty Festiwal Polskich Filmów Fabularnych w Gdyni; odbył się w dniach 14–19 września 2015.
Wielką Nagrodę „Złote Lwy” otrzymała Małgorzata Szumowska za film Body/Ciało. W gronie zwycięzców znaleźli się także m.in. Janusz Majewski, który otrzymał „Srebrne Lwy” za Excentrycy, czyli po słonecznej stronie ulicy, Magnus von Horn nagrodzony za reżyserię filmu Intruz, Agnieszka Grochowska, Krzysztof Stroiński i Janusz Gajos za najlepsze role aktorskie.
Po raz pierwszy został też przeprowadzony konkurs Inne Spojrzenie, gdzie nagrodą był Złoty Pazur.
Podczas otwarcia festiwalu wręczono „Diamentowe Lwy” – nagrody publiczności biorącej udział w plebiscytach na najlepszą polską aktorkę, na najlepszego polskiego aktora i na najlepszy polski film czterdziestolecia festiwalu. „Diamentowe Lwy” otrzymali Jadwiga Barańska i Janusz Gajos. Za najlepszy polski film czterdziestolecia publiczność uznała „Noce i dnie”. Nagrodę w imieniu twórców odebrał reżyser Jerzy Antczak.

## Repertuar

### Konkurs Główny
1. 11 minut – reż. Jerzy Skolimowski
2. Anatomia zła – reż. Jacek Bromski
3. Chemia – reż. Bartosz Prokopowicz
4. Córki dancingu – reż. Agnieszka Smoczyńska
5. Demon – reż. Marcin Wrona
6. Excentrycy, czyli po słonecznej stronie ulicy – reż. Janusz Majewski
7. Hiszpanka – reż. Łukasz Barczyk
8. Intruz – reż. Magnus von Horn
9. Karbala – reż. Krzysztof Łukaszewicz
10. Letnie przesilenie – reż. Michał Rogalski
11. Moje córki krowy – reż. Kinga Dębska
12. Noc Walpurgi – reż. Marcin Bortkowski
13. Nowy świat – reż. Łukasz Ostalski, Elżbieta Benkowska, Michał Wawrzecki
14. Obce niebo – reż. Dariusz Gajewski
15. Panie Dulskie – reż. Filip Bajon
16. Ziarno prawdy – reż. Borys Lankosz
17. Żyć nie umierać – reż. Maciej Migas

### Konkurs Inne Spojrzenie
1. Baby Bump – reż. Kuba Czekaj
2. Czarodziejska góra – reż. Anca Damian
3. Performer – reż. Łukasz Ronduda i Maciej Sobieszczański
4. Śpiewający obrusik – reż. Mariusz Grzegorzek
5. W spirali – reż. Konrad Aksinowski
6. Walser – reż. Zbigniew Libera

## Skład jury

### Konkurs Główny
- Allan Starski (przewodniczący)
- Jolanta Dylewska
- Anna Kazejak-Dawid
- Antoni Komasa-Łazarkiewicz
- Waldemar Krzystek
- Anna Biedrzycka-Sheppard
- Grażyna Szapołowska
- Krzysztof Rak
- Michał Żarnecki

### Konkurs Młodego Kina
- Piotr Trzaskalski (przewodniczący)
- Sonia Bohosiewicz
- Monika Lenczewska
- Marcin "Kot" Bastkowski
- Paweł Maślona

### Konkurs Inne Spojrzenie
- Bogdan Dziworski (przewodniczący)
- Adrian Panek
- Ewa Puszczyńska

## Werdykt
- Wielka Nagroda „Złote Lwy” dla najlepszego filmu – reżyser Małgorzata Szumowska, producent Jacek Drosio za film „Body/Ciało”
- Nagroda „Srebrne Lwy” – reżyser Janusz Majewski, producent Włodzimierz Niderhaus za film „Excentrycy, czyli po słonecznej stronie ulicy”
- Nagroda Specjalna Jury – reżyser Jerzy Skolimowski, producent Ewa Piaskowska za film „11 minut”

### Nagrody indywidualne
- Najlepsza reżyseria – Magnus von Horn za film „Intruz”
- Najlepszy scenariusz – Magnus von Horn za film „Intruz”
- Najlepszy debiut reżyserski – Agnieszka Smoczyńska za film „Córki dancingu”
- Najlepsza główna rola kobieca – Agnieszka Grochowska w filmie „Obce niebo”
- Najlepsza główna rola męska – Krzysztof Stroiński w filmie „Anatomia zła" i Janusz Gajos w filmie "Body/Ciało”
- Najlepszy profesjonalny debiut aktorski – Justyna Suwała w filmie „Body/Ciało”
- Najlepsze zdjęcia – Jerzy Zieliński za film „Letnie przesilenie”
- Najlepsza muzyka – Paweł Mykietyn za film „11 minut”
- Najlepsza scenografia – Jagna Janicka za film „Hiszpanka”
- Najlepsza drugoplanowa rola kobieca – Maria Semotiuk w filmie „Letnie przesilenie”
- Najlepsza drugoplanowa rola męska – Wojciech Pszoniak w filmie „Excentrycy, czyli po słonecznej stronie ulicy”
- Najlepszy dźwięk – Marcin Jachyra, Kacper Habisiak i Marcin Kasiński za film „Body/Ciało”
- Najlepszy montaż – Agnieszka Glińska za film „11 minut" i "Intruz”
- Najlepsza charakteryzacja – Janusz Kaleja i Tomasz Matraszek za film „Córki dancingu”
- Najlepsze kostiumy – Dorota Roqueplo i Andrzej Szenajch za film „Hiszpanka”

### Konkurs Inne Spojrzenie
- Złoty Pazur – film „Śpiewający obrusik”, reż. Mariusz Grzegorzek
- wyróżnienie – film „Baby bump”, reż. Kuba Czekaj

### Nagrody pozaregulaminowe
- Nagroda Publiczności – "Moje córki krowy", reż. Kinga Dębka
- Złoty Klakier – Marcin Bortkiewicz za film „Noc Walpurgi”
- Platynowe Lwy za całokształt twórczości – Tadeusz Chmielewski
- Nagroda Jury Młodzieżowego: „Noc Walpurgi”, reż. Marcin Bortkiewicz
- „Kryształowa Gwiazda Elle” – Agnieszka Smoczyńska za film „Córki dancingu"
- "Wschodząca Gwiazda Elle" – Magnus von Horn za film "Intruz"
- "Gwiazd gwiazd Elle" – Maja Ostaszewska za rolę w filmie "Body/Ciało"
- Nagroda Festiwali i Przeglądów Filmu Polskiego za Granicą – „Body/Ciało”, reż. Małgorzata Szumowska
- „Złoty Kangur” – „Panie Dulskie”, reż. Filip Bajon
- „Don Kichot”, nagroda Polskiej Federacji Dyskusyjnych Klubów Filmowych – „Intruz”, reż. Magnus von Horn
- Nagroda Sieci Kin Studyjnych i Lokalnych – „Moje córki krowy”, reż. Kinga Dębska
- Nagroda Dziennikarzy – „Moje córki krowy”, reż. Kinga Dębska
- „Bursztynowe Lwy”, nagroda za najwyższą frekwencję – „Bogowie”, reż. Łukasz Palkowski